# Goniothalamus aruensis
Goniothalamus aruensis este o specie de plante din genul Goniothalamus, familia Annonaceae, descrisă de Rudolph Herman Scheffer. Conform Catalogue of Life specia Goniothalamus aruensis nu are subspecii cunoscute.